# 1380
Portal Geschichte | Portal Biografien | Aktuelle Ereignisse | Jahreskalender | Tagesartikel

◄ |
13. Jahrhundert |
14. Jahrhundert
| 15. Jahrhundert | ►

◄ |
1350er |
1360er |
1370er |
1380er
| 1390er | 1400er | 1410er | ►

◄◄ |
◄ |
1376 |
1377 |
1378 |
1379 |
1380
| 1381 | 1382 | 1383 | 1384 | ► | ►►
Staatsoberhäupter  · Nekrolog
| Januar | Januar | Januar | Januar | Januar | Januar | Januar | Januar |
| Kw     | Mo     | Di     | Mi     | Do     | Fr     | Sa     | So     |
| ------ | ------ | ------ | ------ | ------ | ------ | ------ | ------ |
| 52     |        |        |        |        |        |        | 1      |
| 1      | 2      | 3      | 4      | 5      | 6      | 7      | 8      |
| 2      | 9      | 10     | 11     | 12     | 13     | 14     | 15     |
| 3      | 16     | 17     | 18     | 19     | 20     | 21     | 22     |
| 4      | 23     | 24     | 25     | 26     | 27     | 28     | 29     |
| 5      | 30     | 31     |        |        |        |        |        |

| Februar | Februar | Februar | Februar | Februar | Februar | Februar | Februar |
| Kw      | Mo      | Di      | Mi      | Do      | Fr      | Sa      | So      |
| ------- | ------- | ------- | ------- | ------- | ------- | ------- | ------- |
| 5       |         |         | 1       | 2       | 3       | 4       | 5       |
| 6       | 6       | 7       | 8       | 9       | 10      | 11      | 12      |
| 7       | 13      | 14      | 15      | 16      | 17      | 18      | 19      |
| 8       | 20      | 21      | 22      | 23      | 24      | 25      | 26      |
| 9       | 27      | 28      | 29      |         |         |         |         |

| März | März | März | März | März | März | März | März |
| Kw   | Mo   | Di   | Mi   | Do   | Fr   | Sa   | So   |
| ---- | ---- | ---- | ---- | ---- | ---- | ---- | ---- |
| 9    |      |      |      | 1    | 2    | 3    | 4    |
| 10   | 5    | 6    | 7    | 8    | 9    | 10   | 11   |
| 11   | 12   | 13   | 14   | 15   | 16   | 17   | 18   |
| 12   | 19   | 20   | 21   | 22   | 23   | 24   | 25   |
| 13   | 26   | 27   | 28   | 29   | 30   | 31   |      |

| April | April | April | April | April | April | April | April |
| Kw    | Mo    | Di    | Mi    | Do    | Fr    | Sa    | So    |
| ----- | ----- | ----- | ----- | ----- | ----- | ----- | ----- |
| 13    |       |       |       |       |       |       | 1     |
| 14    | 2     | 3     | 4     | 5     | 6     | 7     | 8     |
| 15    | 9     | 10    | 11    | 12    | 13    | 14    | 15    |
| 16    | 16    | 17    | 18    | 19    | 20    | 21    | 22    |
| 17    | 23    | 24    | 25    | 26    | 27    | 28    | 29    |
| 18    | 30    |       |       |       |       |       |       |

| Mai | Mai | Mai | Mai | Mai | Mai | Mai | Mai |
| Kw  | Mo  | Di  | Mi  | Do  | Fr  | Sa  | So  |
| --- | --- | --- | --- | --- | --- | --- | --- |
| 18  |     | 1   | 2   | 3   | 4   | 5   | 6   |
| 19  | 7   | 8   | 9   | 10  | 11  | 12  | 13  |
| 20  | 14  | 15  | 16  | 17  | 18  | 19  | 20  |
| 21  | 21  | 22  | 23  | 24  | 25  | 26  | 27  |
| 22  | 28  | 29  | 30  | 31  |     |     |     |

| Juni | Juni | Juni | Juni | Juni | Juni | Juni | Juni |
| Kw   | Mo   | Di   | Mi   | Do   | Fr   | Sa   | So   |
| ---- | ---- | ---- | ---- | ---- | ---- | ---- | ---- |
| 22   |      |      |      |      | 1    | 2    | 3    |
| 23   | 4    | 5    | 6    | 7    | 8    | 9    | 10   |
| 24   | 11   | 12   | 13   | 14   | 15   | 16   | 17   |
| 25   | 18   | 19   | 20   | 21   | 22   | 23   | 24   |
| 26   | 25   | 26   | 27   | 28   | 29   | 30   |      |

| Juli | Juli | Juli | Juli | Juli | Juli | Juli | Juli |
| Kw   | Mo   | Di   | Mi   | Do   | Fr   | Sa   | So   |
| ---- | ---- | ---- | ---- | ---- | ---- | ---- | ---- |
| 26   |      |      |      |      |      |      | 1    |
| 27   | 2    | 3    | 4    | 5    | 6    | 7    | 8    |
| 28   | 9    | 10   | 11   | 12   | 13   | 14   | 15   |
| 29   | 16   | 17   | 18   | 19   | 20   | 21   | 22   |
| 30   | 23   | 24   | 25   | 26   | 27   | 28   | 29   |
| 31   | 30   | 31   |      |      |      |      |      |

| August | August | August | August | August | August | August | August |
| Kw     | Mo     | Di     | Mi     | Do     | Fr     | Sa     | So     |
| ------ | ------ | ------ | ------ | ------ | ------ | ------ | ------ |
| 31     |        |        | 1      | 2      | 3      | 4      | 5      |
| 32     | 6      | 7      | 8      | 9      | 10     | 11     | 12     |
| 33     | 13     | 14     | 15     | 16     | 17     | 18     | 19     |
| 34     | 20     | 21     | 22     | 23     | 24     | 25     | 26     |
| 35     | 27     | 28     | 29     | 30     | 31     |        |        |

| September | September | September | September | September | September | September | September |
| Kw        | Mo        | Di        | Mi        | Do        | Fr        | Sa        | So        |
| --------- | --------- | --------- | --------- | --------- | --------- | --------- | --------- |
| 35        |           |           |           |           |           | 1         | 2         |
| 36        | 3         | 4         | 5         | 6         | 7         | 8         | 9         |
| 37        | 10        | 11        | 12        | 13        | 14        | 15        | 16        |
| 38        | 17        | 18        | 19        | 20        | 21        | 22        | 23        |
| 39        | 24        | 25        | 26        | 27        | 28        | 29        | 30        |

| Oktober | Oktober | Oktober | Oktober | Oktober | Oktober | Oktober | Oktober |
| Kw      | Mo      | Di      | Mi      | Do      | Fr      | Sa      | So      |
| ------- | ------- | ------- | ------- | ------- | ------- | ------- | ------- |
| 40      | 1       | 2       | 3       | 4       | 5       | 6       | 7       |
| 41      | 8       | 9       | 10      | 11      | 12      | 13      | 14      |
| 42      | 15      | 16      | 17      | 18      | 19      | 20      | 21      |
| 43      | 22      | 23      | 24      | 25      | 26      | 27      | 28      |
| 44      | 29      | 30      | 31      |         |         |         |         |

| November | November | November | November | November | November | November | November |
| Kw       | Mo       | Di       | Mi       | Do       | Fr       | Sa       | So       |
| -------- | -------- | -------- | -------- | -------- | -------- | -------- | -------- |
| 44       |          |          |          | 1        | 2        | 3        | 4        |
| 45       | 5        | 6        | 7        | 8        | 9        | 10       | 11       |
| 46       | 12       | 13       | 14       | 15       | 16       | 17       | 18       |
| 47       | 19       | 20       | 21       | 22       | 23       | 24       | 25       |
| 48       | 26       | 27       | 28       | 29       | 30       |          |          |

| Dezember | Dezember | Dezember | Dezember | Dezember | Dezember | Dezember | Dezember |
| Kw       | Mo       | Di       | Mi       | Do       | Fr       | Sa       | So       |
| -------- | -------- | -------- | -------- | -------- | -------- | -------- | -------- |
| 48       |          |          |          |          |          | 1        | 2        |
| 49       | 3        | 4        | 5        | 6        | 7        | 8        | 9        |
| 50       | 10       | 11       | 12       | 13       | 14       | 15       | 16       |
| 51       | 17       | 18       | 19       | 20       | 21       | 22       | 23       |
| 52       | 24       | 25       | 26       | 27       | 28       | 29       | 30       |
| 1        | 31       |          |          |          |          |          |          |

| Januar | Januar | Januar | Januar | Januar | Januar | Januar | Januar |
| Kw     | Mo     | Di     | Mi     | Do     | Fr     | Sa     | So     |
| ------ | ------ | ------ | ------ | ------ | ------ | ------ | ------ |
| 52     |        |        |        |        |        |        | 1      |
| 1      | 2      | 3      | 4      | 5      | 6      | 7      | 8      |
| 2      | 9      | 10     | 11     | 12     | 13     | 14     | 15     |
| 3      | 16     | 17     | 18     | 19     | 20     | 21     | 22     |
| 4      | 23     | 24     | 25     | 26     | 27     | 28     | 29     |
| 5      | 30     | 31     |        |        |        |        |        |

| Februar | Februar | Februar | Februar | Februar | Februar | Februar | Februar |
| Kw      | Mo      | Di      | Mi      | Do      | Fr      | Sa      | So      |
| ------- | ------- | ------- | ------- | ------- | ------- | ------- | ------- |
| 5       |         |         | 1       | 2       | 3       | 4       | 5       |
| 6       | 6       | 7       | 8       | 9       | 10      | 11      | 12      |
| 7       | 13      | 14      | 15      | 16      | 17      | 18      | 19      |
| 8       | 20      | 21      | 22      | 23      | 24      | 25      | 26      |
| 9       | 27      | 28      | 29      |         |         |         |         |

| März | März | März | März | März | März | März | März |
| Kw   | Mo   | Di   | Mi   | Do   | Fr   | Sa   | So   |
| ---- | ---- | ---- | ---- | ---- | ---- | ---- | ---- |
| 9    |      |      |      | 1    | 2    | 3    | 4    |
| 10   | 5    | 6    | 7    | 8    | 9    | 10   | 11   |
| 11   | 12   | 13   | 14   | 15   | 16   | 17   | 18   |
| 12   | 19   | 20   | 21   | 22   | 23   | 24   | 25   |
| 13   | 26   | 27   | 28   | 29   | 30   | 31   |      |

| April | April | April | April | April | April | April | April |
| Kw    | Mo    | Di    | Mi    | Do    | Fr    | Sa    | So    |
| ----- | ----- | ----- | ----- | ----- | ----- | ----- | ----- |
| 13    |       |       |       |       |       |       | 1     |
| 14    | 2     | 3     | 4     | 5     | 6     | 7     | 8     |
| 15    | 9     | 10    | 11    | 12    | 13    | 14    | 15    |
| 16    | 16    | 17    | 18    | 19    | 20    | 21    | 22    |
| 17    | 23    | 24    | 25    | 26    | 27    | 28    | 29    |
| 18    | 30    |       |       |       |       |       |       |

| Mai | Mai | Mai | Mai | Mai | Mai | Mai | Mai |
| Kw  | Mo  | Di  | Mi  | Do  | Fr  | Sa  | So  |
| --- | --- | --- | --- | --- | --- | --- | --- |
| 18  |     | 1   | 2   | 3   | 4   | 5   | 6   |
| 19  | 7   | 8   | 9   | 10  | 11  | 12  | 13  |
| 20  | 14  | 15  | 16  | 17  | 18  | 19  | 20  |
| 21  | 21  | 22  | 23  | 24  | 25  | 26  | 27  |
| 22  | 28  | 29  | 30  | 31  |     |     |     |

| Juni | Juni | Juni | Juni | Juni | Juni | Juni | Juni |
| Kw   | Mo   | Di   | Mi   | Do   | Fr   | Sa   | So   |
| ---- | ---- | ---- | ---- | ---- | ---- | ---- | ---- |
| 22   |      |      |      |      | 1    | 2    | 3    |
| 23   | 4    | 5    | 6    | 7    | 8    | 9    | 10   |
| 24   | 11   | 12   | 13   | 14   | 15   | 16   | 17   |
| 25   | 18   | 19   | 20   | 21   | 22   | 23   | 24   |
| 26   | 25   | 26   | 27   | 28   | 29   | 30   |      |

| Juli | Juli | Juli | Juli | Juli | Juli | Juli | Juli |
| Kw   | Mo   | Di   | Mi   | Do   | Fr   | Sa   | So   |
| ---- | ---- | ---- | ---- | ---- | ---- | ---- | ---- |
| 26   |      |      |      |      |      |      | 1    |
| 27   | 2    | 3    | 4    | 5    | 6    | 7    | 8    |
| 28   | 9    | 10   | 11   | 12   | 13   | 14   | 15   |
| 29   | 16   | 17   | 18   | 19   | 20   | 21   | 22   |
| 30   | 23   | 24   | 25   | 26   | 27   | 28   | 29   |
| 31   | 30   | 31   |      |      |      |      |      |

| August | August | August | August | August | August | August | August |
| Kw     | Mo     | Di     | Mi     | Do     | Fr     | Sa     | So     |
| ------ | ------ | ------ | ------ | ------ | ------ | ------ | ------ |
| 31     |        |        | 1      | 2      | 3      | 4      | 5      |
| 32     | 6      | 7      | 8      | 9      | 10     | 11     | 12     |
| 33     | 13     | 14     | 15     | 16     | 17     | 18     | 19     |
| 34     | 20     | 21     | 22     | 23     | 24     | 25     | 26     |
| 35     | 27     | 28     | 29     | 30     | 31     |        |        |

| September | September | September | September | September | September | September | September |
| Kw        | Mo        | Di        | Mi        | Do        | Fr        | Sa        | So        |
| --------- | --------- | --------- | --------- | --------- | --------- | --------- | --------- |
| 35        |           |           |           |           |           | 1         | 2         |
| 36        | 3         | 4         | 5         | 6         | 7         | 8         | 9         |
| 37        | 10        | 11        | 12        | 13        | 14        | 15        | 16        |
| 38        | 17        | 18        | 19        | 20        | 21        | 22        | 23        |
| 39        | 24        | 25        | 26        | 27        | 28        | 29        | 30        |

| Oktober | Oktober | Oktober | Oktober | Oktober | Oktober | Oktober | Oktober |
| Kw      | Mo      | Di      | Mi      | Do      | Fr      | Sa      | So      |
| ------- | ------- | ------- | ------- | ------- | ------- | ------- | ------- |
| 40      | 1       | 2       | 3       | 4       | 5       | 6       | 7       |
| 41      | 8       | 9       | 10      | 11      | 12      | 13      | 14      |
| 42      | 15      | 16      | 17      | 18      | 19      | 20      | 21      |
| 43      | 22      | 23      | 24      | 25      | 26      | 27      | 28      |
| 44      | 29      | 30      | 31      |         |         |         |         |

| November | November | November | November | November | November | November | November |
| Kw       | Mo       | Di       | Mi       | Do       | Fr       | Sa       | So       |
| -------- | -------- | -------- | -------- | -------- | -------- | -------- | -------- |
| 44       |          |          |          | 1        | 2        | 3        | 4        |
| 45       | 5        | 6        | 7        | 8        | 9        | 10       | 11       |
| 46       | 12       | 13       | 14       | 15       | 16       | 17       | 18       |
| 47       | 19       | 20       | 21       | 22       | 23       | 24       | 25       |
| 48       | 26       | 27       | 28       | 29       | 30       |          |          |

| Dezember | Dezember | Dezember | Dezember | Dezember | Dezember | Dezember | Dezember |
| Kw       | Mo       | Di       | Mi       | Do       | Fr       | Sa       | So       |
| -------- | -------- | -------- | -------- | -------- | -------- | -------- | -------- |
| 48       |          |          |          |          |          | 1        | 2        |
| 49       | 3        | 4        | 5        | 6        | 7        | 8        | 9        |
| 50       | 10       | 11       | 12       | 13       | 14       | 15       | 16       |
| 51       | 17       | 18       | 19       | 20       | 21       | 22       | 23       |
| 52       | 24       | 25       | 26       | 27       | 28       | 29       | 30       |
| 1        | 31       |          |          |          |          |          |          |

## Ereignisse

### Politik und Weltgeschehen

#### Heiliges Römisches Reich
- 24. Mai: Die Grafschaft Berg wird unter Wilhelm I. von Berg Herzogtum.
- 12. August: Nach Beendigung der Großen Schicht wird die Verhansung Braunschweigs nach fünf Jahren aufgehoben.
- In der Schlacht bei Sörenberg siegt Entlebuch über Obwalden.
- um 1380: Im Bregenzerwald bildet sich eine Selbstverwaltung der Bauernschaft heraus, die sogenannte Wälderrepublik.

#### Frankreich
- 16. September: Der 12-jährige Karl VI. wird nach dem Tod seines Vaters Karl V. König von Frankreich. Die Regierung der Herzöge übt die Herrschaft während der Unmündigkeit des Königs in Frankreich aus.

#### Seerepubliken
- 24. Juni: Truppen der Republik Venedig unter Vettor Pisani gelingt nach monatelanger Belagerung die Rückeroberung von Chioggia im gleichnamigen Krieg von den Genuesen. In der Folge kann auch die genuesische Flotte aus der Adria vertrieben werden.

#### Osteuropa und Westasien

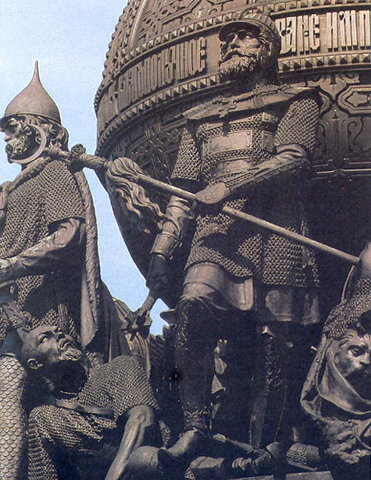
Besiegter Mongole liegt unter den Füßen von Dmitri Donskoi, Fragment des Millennium-Denkmals in Nowgorod

- 8. September: In der Schlacht auf dem Kulikowo Pole kann sich die Wirkung der Reiterei der Goldenen Horde nicht entfalten, was den russischen Streitkräften unter dem Moskauer Großfürsten Dmitri Donskoi den Sieg einträgt.
- Timur Lenk beginnt die Feldzüge gegen Persien, Georgien, Russland, Mittelasien, Hindustan, Ägypten, Damaskus und Bagdad.
- 1380/1381: In der Schlacht bei Dubravnica siegen die Truppen des serbischen Fürsten Lazar Hrebeljanović unter dem Heerführer Crep Vukoslavić über ein Heer der Osmanen, deren Heerführer heute unbekannt ist.

#### Zentralasien
- um 1380: Der legendäre Krieger Ame Pal gründet das Königreich Mustang im Himalaya.

#### Urkundliche Ersterwähnungen
- Ferden wird erstmals urkundlich erwähnt.

### Wirtschaft
- um 1380: Die Große Ravensburger Handelsgesellschaft wird durch Kaufleute aus den Familien Humpis aus Ravensburg, Mötteli aus Buchhorn und Muntprat aus Konstanz gegründet. Die ursprünglich vor allem zur Vermarktung des heimischen Tuchs wie Leinen und Barchent gegründete Gesellschaft entwickelt sich zu einem der bedeutendsten europäischen Handelsunternehmen des Spätmittelalters.

### Technik und Kultur

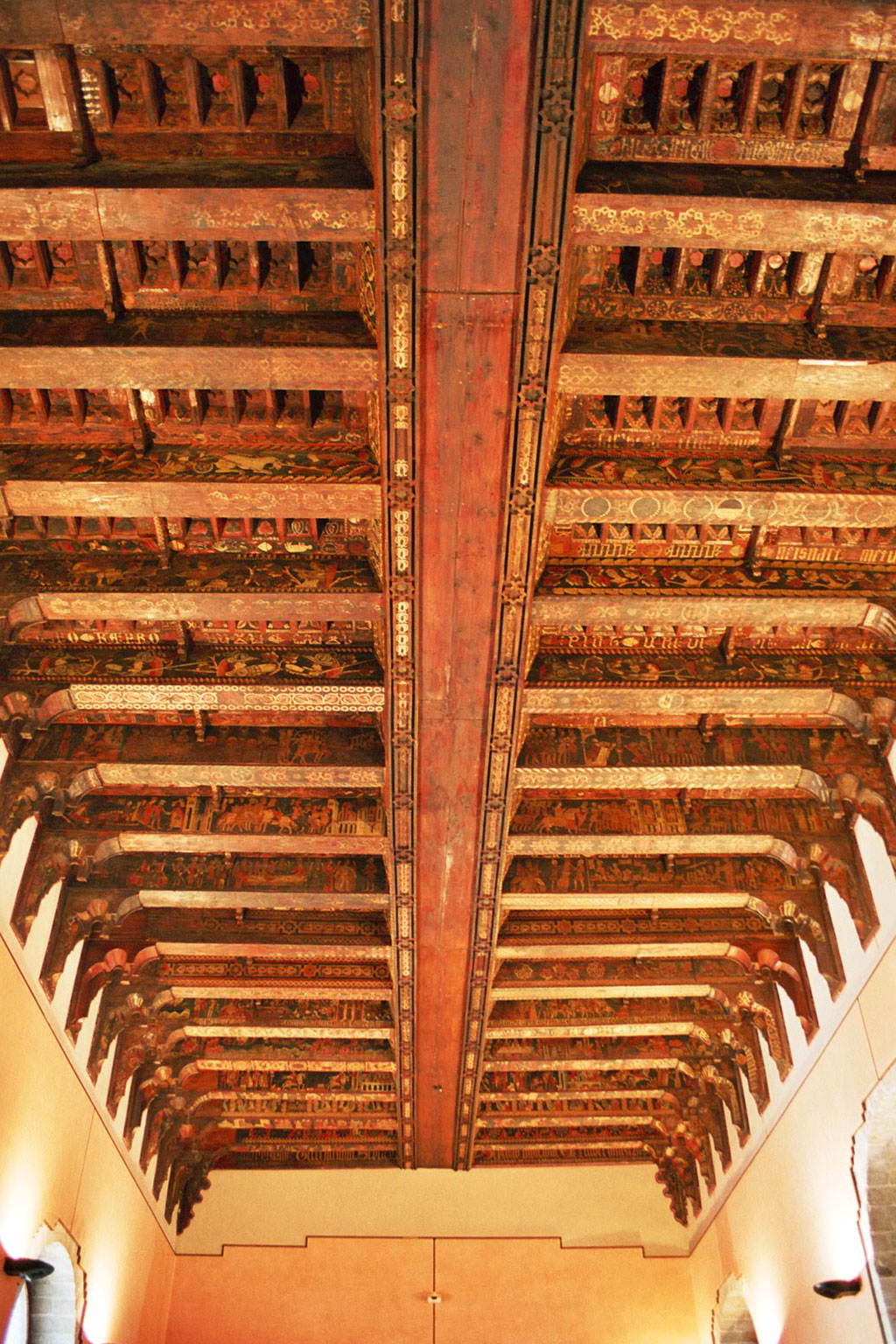
Holzdecke im Palazzo Chiaramonte

Die Holzdecke im Palazzo Chiaramonte in Palermo wird nach drei Jahren fertiggestellt. Wegen ihrer Malerei ist die Decke von hohem Wert. Auch wenn die Kunstfertigkeit nicht über das übliche Maß des Handwerklichen hinausgeht, gehören die Bildinhalte zu den bemerkenswertesten Zusammenstellungen Siziliens im 14. Jahrhundert, wie sie sich anderenorts auch in der Normannisch-arabisch-byzantinischen Kunst widerspiegeln. Die Holzdecke des darüber liegenden Obergeschosses hat einen Dachstuhl mit offenliegenden Dachbalken.
- um 1380: Die 1962 gefundene Bremer Kogge wird gebaut.

### Religion
- Die Kartause Aggsbach und das Kartäuserkloster Nürnberg werden gegründet.
- Der Araber Sarif Maqdum gelangt als erster islamischer Missionar nach Mindanao. Er bringt erstmals den Islam auf die Philippinen.

## Geboren

### Geburtsdatum gesichert
- 11. Februar: Poggio Bracciolini, Humanist der italienischen Renaissance († 1459)
- 24. Februar: Maria von Geldern, Herzogin von Jülich und Geldern († zw. 1428 u. 1434)
- 18. März: Lidwina von Schiedam, niederländische katholische Heilige († 1433)
- 8. September: Bernhardin von Siena, italienischer Heiliger († 1444)
- 27. November: Ferdinand I., König von Aragonien († 1416)

### Genaues Geburtsdatum unbekannt
- September: Johannes Schiltberger, Teilnehmer am Kreuzzug von Nikopolis († nach 1427)
- Antoinette de Turenne, Vizegräfin von Turenne († 1416)
- Gjon Kastrioti I., albanischer Fürst († um 1442)
- Huitzilíhuitl, Herrscher von Tenochtitlán († 1417)
- Itzcóatl, Herrscher von Tenochtitlán († 1440)
- Jakob II., Graf von Urgell († 1433)
- Johannes III. von Asel, Bischof von Verden († 1472)
- John Fastolf, englischer Ritter und Heerführer († 1459)
- John Kemp, Erzbischof von Canterbury und Lordkanzler († 1454)
- Johann Tiergart, Bischof von Kurland und Priester des Deutschen Ordens († 1456)
- Konstantin Kostenezki, bulgarischer Schriftsteller und Historiker († nach 1431)
- Haupt II. von Pappenheim, Reichserbmarschall und Diplomat († 1438)
- Nguyễn Trãi, vietnamesischer konfuzianischer Gelehrter, Politiker, Stratege und Dichter († 1442)
- Prosdocimus de Beldemandis, italienischer Astronom, Mathematiker und Musiktheoretiker († 1428)
- Guillem Sagrera, spanischer Bildhauer, Baumeister und Architekt († 1456)

### Geboren um 1380
- Juan de Cervantes, spanischer Kardinal († 1453)
- Bartošek z Drahonic, böhmischer Chronist († um 1443)
- Jens Jakobsson, Bischof von Oslo und norwegischer Reichskanzler († 1452)
- Gisbert Schairt, niederrheinländischer Baumeister der Spätgotik († 1452)
- João Gonçalves Zarco, portugiesischer Seefahrer und Wiederentdecker Madeiras († um 1467)
- Thomas von Kempen, deutscher Mystiker († 1471)

## Gestorben

### Todesdatum gesichert
- 14. Januar: Albrecht von Sternberg, Bischof von Schwerin, Bischof von Leitomischl und Erzbischof von Magdeburg (* um 1333)
- 14. Januar: Johann Očko von Wlašim, Bischof von Olmütz, Erzbischof von Prag und Berater Kaiser Karls IV. (* 1292)
- 21. März: Heinrich von Spiegel zum Desenberg, Fürstbischof von Paderborn und Fürstabt von Corvey
- 25. März: Augustin Münzmeister von Breisach, Bischof von Seckau
- 10. April: Manuel Kantakuzenos, byzantinischer Despot von Morea (* um 1326)
- 25. April: Margarete von Brabant, Gräfin von Flandern (* 1323)

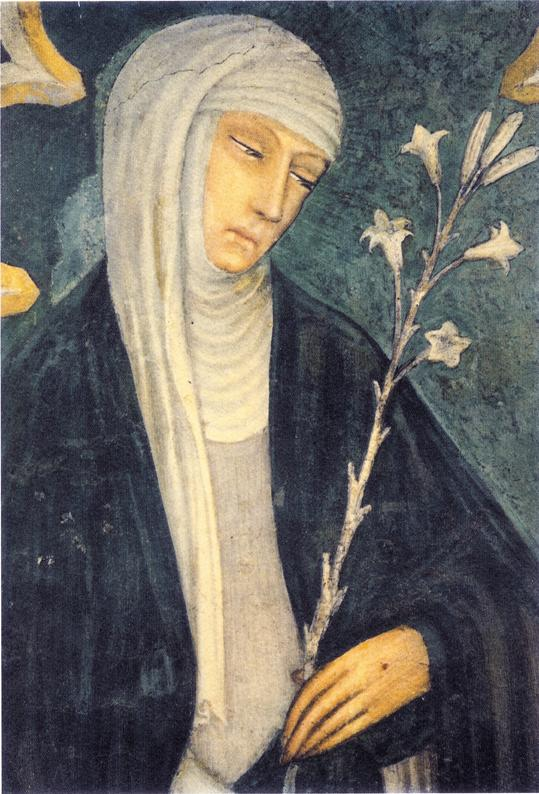
Katharina von Siena, Fresko von Andrea Vanni, 14. Jhd.

- 29. April: Katharina von Siena, italienische Mystikerin und Kirchenlehrerin (* 1347)
- 13. Juli: Bertrand du Guesclin, französischer Feldherr (* um 1320)
- 26. Juli: Kōmyō, japanischer Thronprätendent (* 1322)
- 6. August: Konrad Rehlinger, Augsburger Stadtpfleger (* 1330)

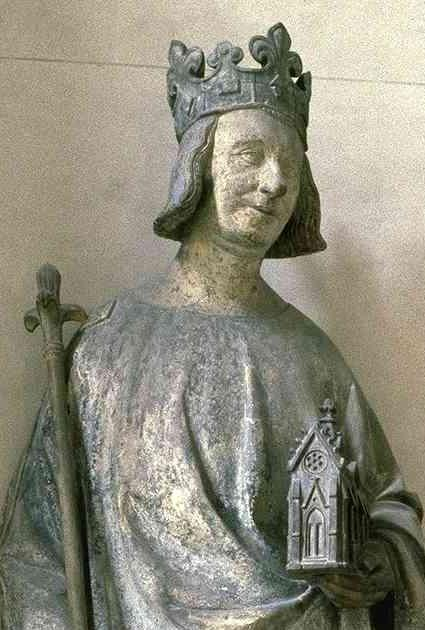
Karl V. von Frankreich (Musée du Louvre)

- 16. September: Karl V., König von Frankreich (* 1338)
- 3. Oktober: Agapito Colonna, Kardinal der katholischen Kirche, Bischof von Lissabon
- 19. November: Albert III. von Winkel, Fürstbischof von Passau
- 17. Dezember: Johann II., Graf von Habsburg-Laufenburg  und Neu-Rapperswil
- 24. Dezember: Johannes von Neumarkt, Kanzler Kaiser Karls IV. und Schriftsteller (* um 1310)
- 29. Dezember: Elisabeth von Polen, Königin von Ungarn und Kroatien sowie Regentin von Polen (* 1305)

### Genaues Todesdatum unbekannt
- Ende Februar: Guillaume II. Roger, französischer Adeliger (* 1290)
- vor 12. Juli: Blanche of Lancaster, englische Adelige (* 1305)
- Benedictus de Alevelde senior, erster Rat und Heerführer des dänischen Königs
- Håkon VI., König von Norwegen und Mitkönig von Schweden (* um 1341)
- Vettor Pisani, venezianischer Admiral (* 1324)
- Ulrich IV., Herr von Hanau (* zw. 1330 u. 1340)
- Heinrich Vritzen, brandenburgischer Bürger und Laienbruder des Benediktinerordens
- Walram, Graf von Sponheim (* um 1305)